# Breda
Breda ( udtale ?) er en by i det sydlige Nederland med et indbyggertal (pr. 2007) på cirka 170.000. Byen ligger i provinsen Nord-Brabant.
51°35′N 4°46′Ø / 51.583°N 4.767°Ø